# Hrinivka, Illinți
Hrinivka (în ucraineană Хрінівка) este localitatea de reședință a comunei Hrinivka din raionul Illinți, regiunea Vinnița, Ucraina.

## Demografie
Componența lingvistică a localității Hrinivka
     Ucraineană (99,17%)
     Alte limbi (0,84%)
Conform recensământului din 2001, majoritatea populației localității Hrinivka era vorbitoare de ucraineană (99,17%), existând în minoritate și vorbitori de alte limbi.